# Michelinoceras
Michelinoceras is het oudste bekende geslacht van uitgestorven mollusken van de orde Michelinocerida, beter bekend als de Orthocerida.

## Kenmerken
Michelinoceras wordt gekenmerkt door lange, slanke, bijna cilindrische orthoconen met een cirkelvormige dwarsdoorsnede, lange kamers, zeer lange lichaamskamers en een centrale of bijna centrale buisvormige sifunkel zonder organische afzettingen. Septale halzen zijn recht; verbindingsringen cilindrisch en dun. Camerale ruimten zijn goed ontwikkeld. In één soort is een radula gevonden met zeven tanden per rij. Het had tien armen, waarvan er twee langere tentakels vormden.

## Verspreiding
Michelinoceras varieert van laat in het Onder-Ordovicium tot het Devoon met meer slecht bekende soorten van het Carboon tot het Boven-Trias inbegrepen in het geslacht. De vroegst bekende ondubbelzinnige soort is Michelinoceras primum, die wordt gevonden in lagen uit de Cassinese tijd aan de top van de Onder-Ordovicische El Paso Group in het zuiden van New Mexico en het westen van Texas. De minder bekende soort Michelinoceras, M. primum?, komt van verderop in dezelfde formatie, vlak bij het begin van het Cassinian.

## Taxonomie en afleiding
Michelinoceras, benoemd door Foeste in 1932, is het voorouderlijke en karakteristieke geslacht van de Michelinoceratidae, opgericht en beschreven door Flower in 1946 en afgeleid van lege sifunkel Baltoceratidae.